# Zlatna malina
Zlatna malina (eng. Golden Raspberry Award ili skraćeno Razzie) jest nagrada koja se dodjeljuje za najgora filmska ostvarenja. Utemeljio ju je američki pisac reklamnih tekstova i publicist John J. B. Wilson 1981. godine.
Godišnja dodjela nagrada Zlatna malina u Los Angelesu održava se dan prije dodjele Oscara. Jedna nagrada najčešće košta 4,97 dolara, u obliku je maline veličine loptice za golf koja se nalazi na roli filma od 8 mm i sprejem je obojana u zlatnu boju.
Prva dodjela se održala 31. ožujka 1981. u Wilsonovoj sobici za dnevni boravak u Los Angelesu u čast najgoreg ostvarenja filmske sezone 1980., 32. dodjela nagrada održala se u kazalištu Magicopolis u Santa Monici 1. travnja 2012. Nominacije su objavljene 25. veljače 2012.

## Povijest

### Osnutak
Američki pisac reklamnih tekstova i publicist John J. B. Wilson tradicionalno je održavao tzv. potluck zabave u svojoj kući u Los Angelesu uoči dodjele Oscara. Godine 1981., nakon završene 53. dodjele Oscara, Wilson je pozvao prijatelje da nasumce dodjeljuju nagrade u njegovu dnevnom boravku. Wilson je odlučio napraviti službenu dodjelu od tog događaja nakon što je pogledao jedan za drugim filmove Can't Stop the Music i Xanadu. Dao im je listiće da glasaju za najgore u filmu. Stajao je na podiju od kartona u kičastom smokingu s loptom od pjene na metli umjesto mikrofona i najavio da je film Can't Stop the Music dobio prvu Zlatnu malinu za najgori film. Improvizirana ceremonija bila je uspješna i sljedeći su tjedan lokalne novine objavile vijest o dodjeli uključujući napomenu u novinama Los Angeles Daily News s naslovom: Take These Envelopes, Please ('Uzmite ove omotnice, molimo Vas').
Na prvu dodjelu nagrada Zlatna malina došlo je četrdesetak ljudi. Druga dodjela imala je dvostruko veću posjećenost od prve, a treća dodjela dvostruko višu od druge. S četvrte dodjele Zlatne maline već su izvještavali CNN i dva veća mrežna servisa. Wilson je shvatio da će održavanje dodjele Zlatne maline prije dodjele Oscara dobiti više medijske pažnje: Konačno smo shvatili da se ne možemo natjecati s Oscarima, ali, ako se dodjela održi večer prije, kad je tisak iz cijelog svijeta ovdje i traže nešto što bi radili, moglo bi i upaliti, rekao je na BBC Newsu.

### Naziv
U žargonu blowing a raspberry (ili blowing a strawberry, Bronx cheer, rasp, razz) znači proizvoditi zvuk sličan ispuštanju vjetrova s ciljem da se ismije osoba ili osobe. Wilson je komentirao autora knjige Blame It on the Dog: Kad sam registrirao naziv u Kongresnoj knjižnici 1980., upitali su me: Zašto malina? Koje je značenje toga? Ali otad, razz se dosta dobro probio u kulturu. Ne bismo uspjeli bez pomoći Hollywooda. Wilsona se spominje kao Ye Olde Head Razzberry.

## Format

### Tijek nagrađivanja
Članovi zaklade Zlatna malina glasuju za pobjednike; pojedinci mogu postati članovi zaklade posjetom stranice organizacije na www.razzies.com. Za 29. dodjelu nagrada 2009. rezultati su se temeljili na glasovima otprilike 650 novinara, filmskih obožavatelja i profesionalaca iz filmske industrije. Glasači su došli iz 45 saveznih država SAD-a i 19 drugih zemalja.

### Svečanost dodjele nagrada
Dodjela nagrada u pravilu se održava prije dodjele Oscara i njegova je vjerna kopija, ali namjerno jeftina i kičasta.

## Kategorije
Trenutne kategorije
- najgori glumac (od 1980.)
- najgora glumica (od 1980.)
- najgori sporedni glumac (od 1980.)
- najgora sporedna glumica (od 1980.)
- najgori filmski par/ansambl (od 1994.)
- najgori scenarij (od 1980.)
- najgori redatelj (od 1980.)
- najgori film (od 1980.)
- najgora retroepizoda, nova verzija, krađa ili nastavak (od 1994.)
- Iskupitelj (eng. Redeemer)[13]

Umirovljene kategorije
- najgora originalna pjesma (1980. – 1999., 2002.)
- najgora nova zvijezda (1981. – 1988., 1990. – 1998.)
- najgori glazbeni zapis filma (1981. – 1985.)
- najgori vizualni efekti (1986. – 1987.)

### Posebne kategorije
Također su uvedene posebne kategorije za određene godine:
- najgori scenarij za film koji je zaradio preko 100 milijuna dolara: Twister (1996.)
- najgore bezobzirno nepoštivanje ljudskog života i javne imovine: Opasan let (1997.)
- najgora filmska kretanja godine (1998.)
- najnapuhaniji film koji cilja tinejdžere: Jackass: The Movie (2002.)
- najgori izgovor za stvarni film (same ideje/nema sadržaja): Mačak, ne diraj mu šešir (2003.)
- najzamornije tabloidne mete (2005.)
- najgori izgovor za obiteljsku zabavu: Moji problematični praznici (2006.)
- najgori izgovor za horor: Znam tko me ubio (2007.)
- najgora zloupotreba 3D tehnologije: Posljednji Airbender (2010.)[14][15]

## Druge nagrade
Tijekom godina Zlatna malina dijelila je posebne nagrade uz aktualne nagrade.

### Nagrada za najgore životno djelo
Ova je nagrada dodijeljena samo pet puta: Ronaldu Reaganu 1981., Lindi Blair 1983., Irwinu Allenu 1985., Bruceu the Rubber Sharku iz serijala Ralje 1987. i redatelju Uweu Bollu 2009. koji je dobio nagradu kao njemački odgovor na Eda Wooda.

### Guvernerova nagrada
Ovo je posebna nagrada koju dodjeljuje guverner Zlatne maline John J. B. Wilson pojedincu čija se dostignuća ne nalaze u drugim kategorijama nagrade. Dobio ju je Travis Payne 2003. za istaknuto loše dostignuće u koreografiji za film Od Justina za Kelly.

## Popis osoba koje su preuzele nagradu
- 1988. — Bill Cosby: najgori film, glumac, scenarij, film Leonard Part 6
- 1993. — Tom Selleck: najgori sporedni glumac, film Christopher Columbus: The Discovery
- 1996. — Paul Verhoeven: najgori redatelj i film, Showgirls
- 1998. — Brian Helgeland: najgori scenarij, film Poštar
- 2001. — J. David Shapiro: najgori scenarij, film Battlefield Earth
- 2002. — Tom Green: najgori glumac, redatelj, film, filmski par, scenarij, film Freddy Got Fingered
- 2004. — Ben Affleck: najgori glumac, filmovi Gigli, Daredevil, Paycheck
- 2005. — Halle Berry za najgoru glumicu, Michael Ferris za najgori scenarij, film Žena mačka
- 2010. — Sandra Bullock za najgoru glumicu, najgori filmski par, film All about Steve, J. David Shapiro za najgori film desetljeća, Battlefield Earth
- 2011. — David Eigenberg: najgori filmski par/najgori ansambl, film Seks i grad 2